# Francisco de Saavedra
Francisco de Saavedra y Sangronis (Siviglia, 20 luglio 1746 – Malaga, 4 aprile 1819) è stato un politico spagnolo.

## Biografia
Apparteneva ad una famiglia della nobiltà feudale dell'Andalusia, imparentata con la famiglia principesca dei Grimaldi, di cui un capostipite spagnolo, Girolamo Grimaldi, era nonno di de Saavedra.
De Saavedra servì il generale Bernardo de Gálvez y Madrid durante le operazioni militari spagnole ad Algeri nel 1770; nel 1780 fu Governatore dell'Avana e portò a termine alcuni incarichi diplomatici in Giamaica, non permettendo né agli inglesi né ai francesi di sconfinare in territorio spagnolo, ma favorendo segretamente questi ultimi: fornì munizioni e uomini all'ammiraglio de Grasse durante la Battaglia di Santes.
Tornato in Spagna fece parte del gabinetto di José de Gálvez, zio del generale Bernardo, e fu anche Governatore di Santo Domingo e confidente del re; governatore di Caracas nel 1783, fu Segretario di stato di Spagna dal 30 marzo 1798 al 12 febbraio 1799.